# 副緩龍屬
副緩龍屬（學名：Parabradysaurus）是已滅絕合弓綱的一屬，屬於獸孔目的恐頭獸亞目，化石是一個部分下頜，發現於俄羅斯的烏德穆爾特，地質年代為二疊紀中期。